# 172 a.C.
Il 172 a.C. (CLXXII a.C. in numeri romani) è un anno  del II secolo a.C.

## Eventi
- Per la prima volta due consoli entrambi plebei (magistratura romana).